# 丰庄站
丰庄站位于上海嘉定区真新街道金沙江路丰庄西路与金沙江路新郁路，车站主体位于金沙江西路路面下，呈近东北-西南向。为上海轨道交通13号线一期的地下车站。

## 车站结构

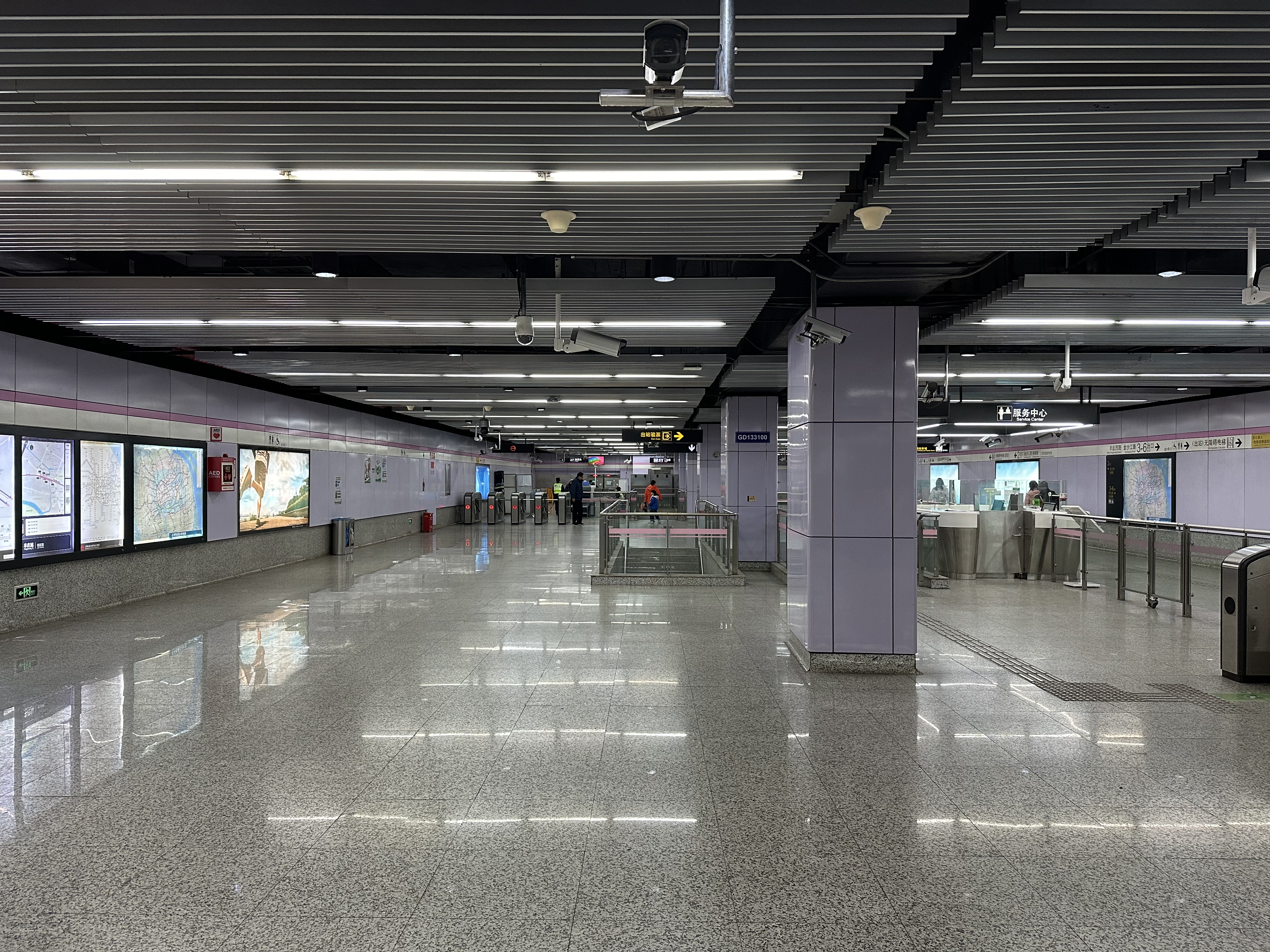
站厅

### 车站楼层
丰庄站共有3层。地面为车站出口，地下一层为车站大厅，地下二层为13号线站台。本站设有2个站台，共同使用一个岛式站台。其中一个供往金运路方向列车使用，另一个供往张江路方向列车使用。
| 地面层   | 出入口             | 2-6出入口                        |  |  |
| 地下一层 | 站厅               | 票务服务、自动售票机、人工服务台 |  |  |
| 地下二层 | ①站台              | █ 13号线 往金运路（金沙江西路）  |  |  |
|          | 岛式站台，左侧开门 |                                  |  |  |
|          | ②站台              | █ 13号线 往张江路（祁连山南路）  |  |  |

## 车站出口
丰庄站目前开放5个出入口，各出入口如下所示：
| 出口编号            | 出口指示           | 照片 |
| ------------------- | ------------------ | ---- |
| 2 · 出口            | 金沙江路，香樟路   |      |
| 3 · 出口 · （设有） | 金沙江路           |      |
| 4 · 出口            | 金沙江路           |      |
| 5 · 出口            | 金沙江路，丰庄西路 |      |
| 6 · 出口            | 金沙江路           |      |
| 图例： 设有         |                    |      |

## 公交换乘
121、158、717、765、808、1206、江桥1路、真新1路

## 车站历史
2012年12月30日：丰庄站启用。
2022年3月23日至31日：为配合新型冠状病毒疫情防控，丰庄站改以本站为临时终点站。